# 신성교회군원수

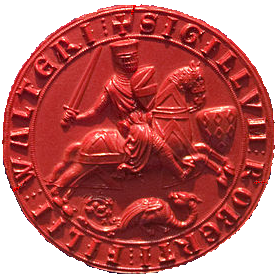
로버트 피츠월터 남작의 인장.

신성교회군원수(Marshal of the Army of God and Holy Church)는 마그나 카르타 제정으로 이어진 제1차 남작전쟁 때 남작들의 지도자였던 로버트 피츠월터가 칭했던 칭호다. 피츠월터는 에식스의 리틀던모 남작이었으며 런던의 베이너드성의 무관장이었다. 동료 남작들이 그를 지도자로 선출했고, 적어도 링컨셔에서 존 왕의 폐위를 결의한 시점 이후부터 이 칭호를 사용했던 것으로 생각된다.

## 같이 보기
- 존 (잉글랜드)